# Proxmox Backup Server

Proxmox Backup Server (skraćeno: Proxmox BS ili PBS) je softverski projekt otvorenog izvornog koda koji podržava: virtualna računala, Linux kontejnere, ali i fizička računala. Proxmox Backup Server je sustav za izradu sigurnosnih kopija (engl. backup server), koji praktično radi kao NAS ili SAN sustav za pohranu odnosno za spremanje i rad sa sigurnosnim kopijama sustava (virtualnih, kontejnera ili fizičkih).
On je samostalni operativni sustav, što znači da se instalira direktno na hardver, a temelji se na distribuciji Debian Linuxa, s nekim proširenim značajkama, kao što je podrška za ZFS datotečni sustav i Linux kernel 5.4 LTS, a novije inačice koriste novije LTS kernele.
Proxmox Backup Server je licenciran pod GNU Affero General Public License, verzija 3.

## Tehnologija
Proxmox Backup Server uglavnom je napisan u programskom jeziku Rust i implementira deduplikaciju podataka kako bi se smanjio potreban prostor za pohranu. Snimljeni podaci su dodatno podijeljeni u dijelove odnosno segmente, zbog lakše manipulacije s njima i zbog naprednih značajki.

## Povijest
Razvoj Proxmox Backupa izvorno je započeo u listopadu 2018. kako bi se osigurala učinkovitija metoda izrade sigurnosnih kopija za virtualizacijsku platformu Proxmox Virtual Environment od tada integriranog alata za sigurnosno kopiranje vzdump koji dopušta samo pune sigurnosne kopije. 
U srpnju 2020. najavljena je prva javna beta verzija. Njegovo prvo stabilno izdanje objavljeno je u studenome 2020.

## Način rada
Proxmox Backup Server koristi model klijent-poslužitelj gdje prema logici rada klijent(i); pr. Proxmox VE, pohranjuje sigurnosne kopije podataka: virtualnih računala ili Linux kontejnera na Proxmox Backup Server (poslužitelj). Klijentski alat radi na većini modernih Linux sustava. Proxmox Backup Server se instalira s ISO slike, koja uključuje alate za upravljanje i grafičko sučelje temeljeno na webu. Administratori mogu upravljati sustavom putem web preglednika ili sučelja naredbenog retka (CLI). Proxmox Backup Server također nudi REST API za pristup trećim alatima i programima.

### Značajke
Važnije značajke Promox Backup Server (PBS) sustava su:
- Proxmox Backup Server podržava inkrementalne sigurnosne kopije. Naime pri izradi sigurnosne kopije virtualnog računala ili Linux kontejnera, prva sigurnosna kopija je potpuna sigurnosna kopija, a sljedeće sigurnosne kopije se šalju inkrementalno (samo razlike) i to od klijenta (obično Proxmox Virtual Environment ) do Proxmox Backup Servera, gdje se podaci dodatno i dedupliciraju.
- Navedena deduplikacija pohranjenih podataka, Naime periodična izrada sigurnosnih kopija (obično virtualnih računala ili Linux kontejnera) stvara velike količine dupliciranih podataka. Tu u pomoć uskače sloj deduplikacije koji izbjegava redundanciju i minimalizira iskorišteni prostor za pohranu (diskovni prostor).
- Osiguranje integriteta podataka pomoću ugrađenog SHA-256 algoritma za izradu provjernog zbroja (engl. checksum) koji osigurava točnost i dosljednost u vašim sigurnosnim kopijama.
- Sinkronizacija podataka (sigurnosnih kopija) s udaljenim poslužiteljima za pohranu sigurnosnih kopija podataka. Naime moguće je učinkovito sinkronizirati podatke prema udaljenim sustavima za pohranu; kao što su Proxmox Backup Serveri na drugim (geografskim) lokacijama. Pri tome se prenose samo delte (razlike) koje sadrže nove podatke. To znači da se također koristi inkrementalno kopiranje:
  - Od inačice 3.3. postoji i takozvana "push" metoda koja omogućuje kopiranje sigurnosnih snimki s lokalne instance na udaljene instance Proxmox Backup Servera.
- Podrška za izmjenjiva spremišta podataka (removable datastores): spremišta podataka se sada mogu izraditi i na prijenosnim medijima, koji se kasnije mogu odspojiti sa sustava i koristiti kao dodatni sustav za pohranu sigrnosnih kopija (tzv. offline backup).
- Automatizacija backup procesa[2]:
  - Konfiguracija sync job-ova da se automatski pokreću kada se relevantni izmjenjivi datastore montira.
  - Automatsko pokretanje sync job-ova kada se izmjenjivi datastore spoji.
  - Nova "run-on-mount" flag opcija za sync job-ove.
- Novi načini otkrivanja promjena na razini datoteka za ubrzavanje izrade sigurnosnih kopija temeljenih na datotekama. To radi tako da su metapodaci i podaci sigurnosnih snimki sada pohranjeni u dvije odvojene arhive. Po izboru, datoteke koje se nisu promijenile od prethodne sigurnosne snimke mogu se identificirati iz arhive metapodataka prethodne sigurnosne snimke. Tako se obrada nepromijenjenih datoteka izbjegava kada je to moguće, što može dovesti do značajnog smanjenja vremena izvršavanja izrade sigurnosne kopije.
- Zstandardna ultra-brza kompresija (zstand), koja može komprimirati nekoliko gigabajta podataka u sekundi.
- Kriptiranje podataka: Sigurnosne kopije mogu se kriptirati (šifrirati) na strani klijenta (pr. Proxmox Virtual Environment poslužitelj), koristeći AES-256 GCM način kriptiranja. Ovaj način autentificirane enkripcije (AE) pruža vrlo visoke performanse na modernom hardveru. Uz enkripciju na strani klijenta, svi se podaci prenose putem sigurne TLS veze[6].
- Upotreba tračnih sustava za pohranu podataka (engl. Tape backup). Naime za dugoročno arhiviranje podataka, Proxmox Backup Server pruža opsežnu podršku za sigurnosno kopiranje na trake i upravljanje bibliotekama traka (engl. tape library).
- ZFS 2.3 s podrškom za RAID-Z expansion - mogućnost dodavanja novih diskova u postojeće RAIDZ pool-ove s minimalnim vremenom ispada. RAID-Z expansion uvodi nekoliko novosti[7]:
  - Online dodavanje diskova - možete dodati diskove u postojeći RAIDZ pool dok je aktivan.
  - Minimalan downtime - pool ostaje dostupan tijekom procesa dodavanja diskova.
  - Postupna redistribucija - podaci se postupno redistribuiraju preko novih diskova.
  - Povećana kapaciteta i performanse - veći pool s boljom (re)distribucijom podataka na dostupne diskove.
- Podrška za S3 sustave za pohranu[7]:
  - S3-compatible object stores kao backup storage backend.
  - Puna integracija sa S3-kompatibilnim object storage-om s nativnom S3 API podrškom.
- Poboljšanja garbage collection procesa (od PBS v.4.0)[2]:
  - Uklanjanje nekorištenih chunk-ova (blokova podataka) iz backup storage-a.
  - Oslobađa prostor nakon brisanja starih backupa.
  - Optimizacija storage-a kroz deduplication cleanup proces.

### Ostalo
Proxmox Backup klijent je čvrsto integriran u Proxmox VE platformu, a sigurnosna pohrana se može konfigurirati i kao pohrana u pozadini na Proxmox VE čvoru, a podržava deduplicirane sigurnosne kopije QEMU/KVM virtualnih računala i LXC linux kontejnera. Platforma također koristi QEMU tehnologiju tzv. prljave bitmape (dirty-bitmaps), koje omogućuju brze sigurnosne kopije s Proxmox VE klijenta na PBS poslužitelj, budući da slike diska ne moraju biti skenirane radi promjena.

Važno je razumjeti da se sigurnosne kopije mogu se pohraniti lokalno na Proxmox Backup Server ili sinkronizirati na udaljene lokacije (udaljene Proxmox Backup Servere) pomoću navedene "Remote" značajke, a više nepovezanih poslužitelja (pr. Proxmox VE) može koristiti isti Proxmox Backup Server poslužitelj za izradu sigurnosnih kopija. Sav promet klijent-poslužitelj prenosi se preko TLS-1.3 radi sigurnosne zaštite. Za dodatnu zaštitu podataka sigurnosne kopije u mirovanju dostupna je izborna enkripcija svih sigurnosno kopiranih podataka pomoću AES-256 u Galois/Counter modu. 

Politika zadržavanja podataka (engl. retension) također se može definirati u Proxmox Backup Serveru. Uklanjanje starih (zastarjelih) podataka provodi se u dvije faze: prvo, "prune" metoda uklanja indekse sigurnosnih kopija koji više nisu potrebni, a zatim se pokreće proces čišćenja (engl. garbage collector) za fizičko brisanje napuštenih dijelova podataka. 

## Vanjske poveznice
- Proxmox Backup server roadmap -  popis značajki, ispravki i novosti prema inačicama Proxmox Backup Servera.
- Proxmox Backup Server dokumentacija
- Proxmox VE i Backup Server bugtracker
- Proxmox Backup Server API - dokumentacija APIja.
- Proxmox Backup Server - PDF  Arhivirana inačica izvorne stranice od 17. studenoga 2022. (Wayback Machine) - administratorski vodič (upute za korištenje i rad).
- Repozitorij programskog kôda